# Škoda 69E
Škoda 69E (seria 363 ČD, seria ES 499.1 ČSD) – typ normalnotorowych dwusystemowych lokomotyw elektrycznych wyprodukowanych w latach 1984–1990 przez zakłady Škoda w Pilźnie w Czechosłowacji. Jest to najliczniejsza seria lokomotyw dwusystemowych (na prąd przemienny 25 kV/50 Hz i stały 3 kV) w Czechach.

## Konstrukcja
Zbyt mała liczba i niezadowalające parametry eksploatacyjne dwusystemowych lokomotyw serii 350 (ES 499.0) produkowanych w latach 1973–1975 wymusiły potrzebę opracowania nowego typu elektrowozu, który obsługiwałby trakcję elektryfikowaną prądem stałym 3 kV i przemiennym 25 kV/50 Hz. W roku 1976 zakłady Škoda oraz ČKD Elektrotechnika rozpoczęły pracę na lokomotywą, której pierwsze prototypy wyprodukowano w roku 1980 i oznaczono jako seria ES 499.1 (od roku 1988 seria 363). Były to pierwsze na świecie elektrowozy dwusystemowe z rozruchem impulsowym. Produkcję seryjną rozpoczęto w roku 1984 i do 1990 wyprodukowano ogółem 181 lokomotyw. Planowano także produkcję zmodyfikowanej wersji serii 362 o prędkości maksymalnej 140 km/h oraz 360 o prędkości 180 km/h, ale z przyczyn finansowych wyprodukowano tylko jeden prototyp serii 362.
Rozwiązania konstrukcyjne użyte w produkcji elektrowozów serii 363 posłużyły za bazę konstrukcyjną również dla lokomotyw na prąd stały 3 kV serii 163 i 162.
W celu zwiększenia prędkości eksploatacyjnej, niezbędnej na niektórych liniach, w latach 1993–1994 dokonano przebudowy 9 lokomotyw czeskich i 15 słowackich, polegającej na montażu podwozi z lokomotyw serii 162 (przystosowanych do jazdy z prędkością 140 km/h).

## Eksploatacja
Elektrowozy serii 363 eksploatowane są w Czechach w ruchu pasażerskim i towarowym na liniach Praga – Břeclav, Praga – Cheb, Břeclav – Petrovice u Karviné, Brno – Żylina, a na Słowacji przede wszystkim na linii Bratysława – Żylina – Koszyce.